# Evropský soud pro lidská práva

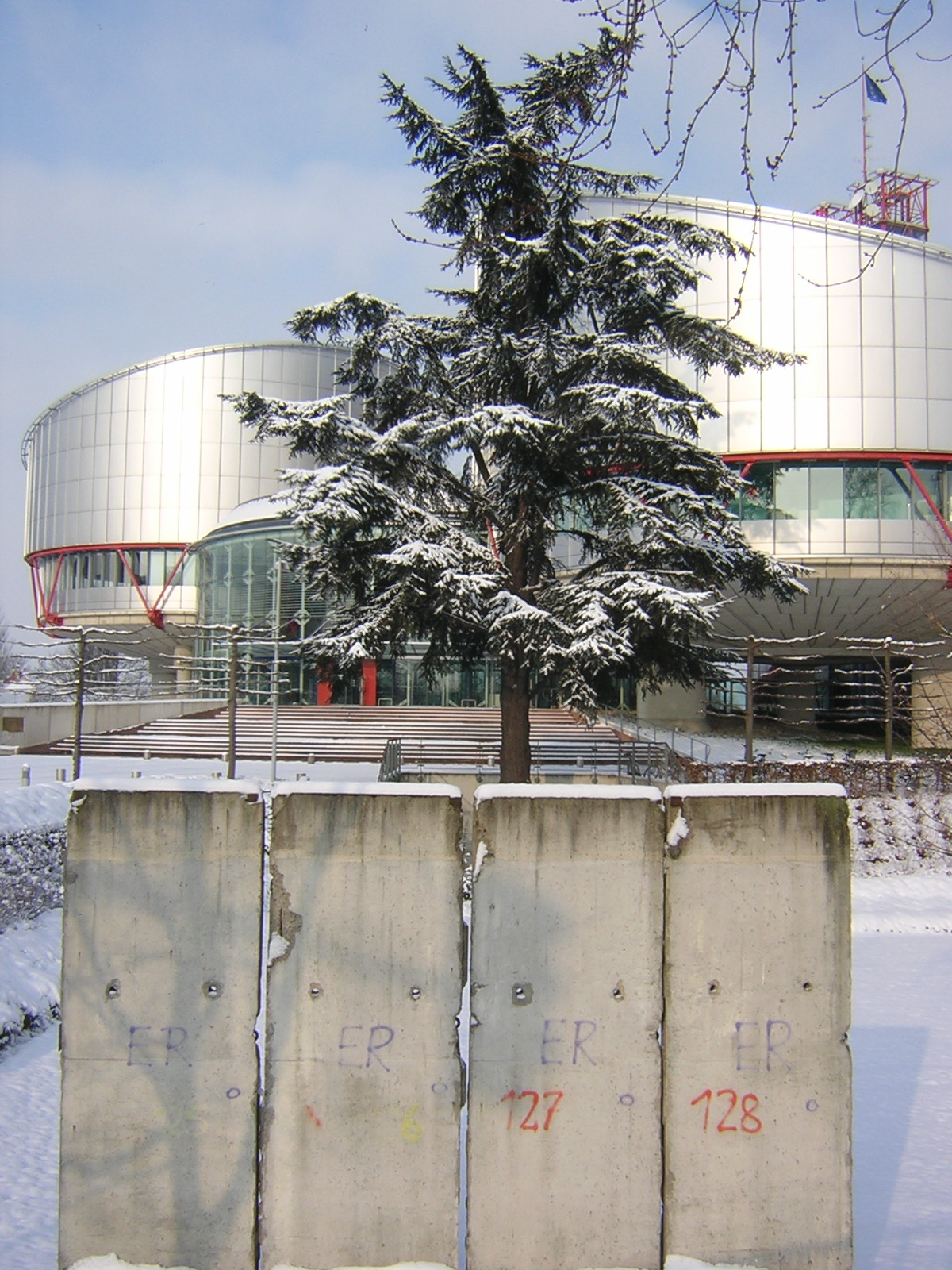
Budova Evropského soudu pro lidská práva ve Štrasburku. V popředí část Berlínské zdi

Evropský soud pro lidská práva (ESLP; francouzsky Cour européenne des droits de l'homme, anglicky European Court of Human Rights, španělsky Tribunal Europeo de Derechos Humanos) je mezinárodní soud se sídlem ve Štrasburku, který byl zřízen roku 1959 k projednávání porušení Úmluvy o ochraně lidských práv a základních svobod (1950).
Podle původního znění Úmluvy se kontrolní mechanismus kromě Soudu skládal ještě z Evropské komise pro lidská práva, která projednávala příslušnost stížností zaslaných jednotlivci, zjišťovala skutečnosti a případně se pokusila o smírné řešení sporu. Soud pak projednával ty případy, které mu předložila Komise nebo některý ze smluvních států.
Nepružnost a pomalost systému si vyžádala změnu uskutečněnou Protokolem č. 11 k Úmluvě. Od 1. listopadu 1998 funguje místo Komise a Soudu jen jediný orgán – stálý Soud. Výboru ministrů Rady Evropy byla také omezena pravomoc pouze na dohlížení nad rozsudky Soudu.

## Historie
10. prosince 1948 přijala Organizace spojených národů Všeobecnou deklaraci lidských práv, jejímž cílem je podpořit všeobecné uznání lidských práv v ní uvedených a posílit tak ochranu lidských práv na mezinárodní úrovni.
Ačkoli byla tato deklarace nesmírně důležitá, neboť poprvé stanovila celosvětový standard lidských práv, byla v podstatě aspirační a neměla žádný mechanismus soudního vymáhání. O rok později tak začalo dvanáct členských států nově vytvořené Rady Evropy pracovat na Evropské úmluvě o lidských právech, která čerpala inspiraci z práv uvedených již v deklaraci, ale s tím zásadním rozdílem, že pro evropské země, které se rozhodly k Úmluvě přistoupit, bude existovat soudní mechanismus, který zajistí dodržování základních práv jejich občanů.
Soud byl zřízen 21. ledna 1959 na základě článku 19 Evropské úmluvy o lidských právech, kdy byli jeho první členové zvoleni Parlamentním shromážděním Rady Evropy. Zpočátku byl přístup k soudu omezen Evropskou komisí pro lidská práva, která byla zrušena v roce 1998. V prvních letech své existence se soud držel při zemi a neshromáždil mnoho judikatury, poprvé shledal porušení některého článku Úmluvy v případu Neumeister proti Rakousku. Úmluva soudu ukládá zajistit dodržování závazků, které vysoké smluvní strany přijaly ve vztahu k Úmluvě a jejím protokolům, tedy zajistit prosazování a provádění Úmluvy v jednotlivých členských státech Rady Evropy.

## Soudci a představitelé soudu
Soudci jsou voleni na devítileté funkční období, které nelze opakovat. Počet soudců se rovná počtu smluvních států Evropské úmluvy o lidských právech, v současné době jich je 46. Úmluva vyžaduje, aby soudci měli "vysoké morální kvality" a kvalifikaci vhodnou pro výkon vysoké soudní funkce nebo aby byli právníky s uznávanou odbornou způsobilostí. Za Českou republiku je soudkyní Kateřina Šimáčková.
Každý soudce je volen většinou hlasů v Parlamentním shromáždění Rady Evropy ze tří kandidátů navržených každým smluvním státem. Soudci jsou voleni vždy, když vyprší funkční období stávajícího soudce nebo když k úmluvě přistoupí nový stát. Důchodový věk soudců je 70 let, ale mohou pokračovat ve funkci soudce, dokud není zvolen nový soudce nebo dokud neskončí případy, v nichž zasedají.
Soudci vykonávají svou funkci nezávisle a nestranně a nesmějí mít žádné institucionální nebo podobné vazby na stát, za který byli zvoleni. V zájmu zajištění nezávislosti soudu se soudci nesmějí podílet na činnosti, která by mohla ohrozit nezávislost soudu. Soudci rovněž nemohou projednávat nebo rozhodovat věc, pokud mají příbuzenský nebo profesní vztah k některé ze stran. Soudce může být odvolán z funkce pouze tehdy, pokud ostatní soudci dvoutřetinovou většinou rozhodnou, že soudce přestal splňovat podmínky požadované Úmluvou. Soudci požívají po dobu výkonu své funkce výsad a imunit stanovených v článku 40 Statutu Rady Evropy.
Evropskému soudu pro lidská práva pomáhá kancelář soudu, kterou tvoří přibližně 640 zaměstnanců, z toho o něco méně než polovina právníků rozdělených do 31 sekcí. Kancelář vykonává přípravné práce pro soudce a provádí komunikační činnost Soudu se stěžovateli, veřejností a tiskem. Vedoucí soudní kanceláře a zástupce vedoucího soudní kanceláře jsou voleni plénem soudu.

### Plénum
Plénum je shromážděním všech soudců soudu. Nemá žádné justiční funkce; posláním pléna tedy není rozhodovat o jednotlivých případech. Plénum volí předsedu, jednoho či dva místopředsedy, tajemníka a zástupce tajemníka soudu. Plénum se také zabývá různými administrativními záležitostmi, kázeňskými prohřešky soudců, rozvrhem práce a přijímá jednací řád, případně jej mění.
V současné době je předsedou soudu Robert Spano z Islandu a dvěma místopředsedy jsou Jon Fridrik Kjølbro z Dánska a Ksenija Turković z Chorvatska.

## Projednávání případů
Stížnost na porušení Úmluvy může k Soudu podat buď některý smluvní stát (mezistátní stížnost) nebo jednotlivci, skupiny jednotlivců či nevládní organizace (individuální stížnost). Individuální stížnost je přípustná pouze v případě, že k porušení základního práva chráněného Úmluvou došlo státní mocí, tedy ze strany členského státu Rady Evropy.
O přijatelnosti individuálních stížností rozhoduje tříčlenný Výbor, který ji může jednomyslně odmítnout nebo přijmout. Věc pak postupuje sedmičlennému Senátu, jenž rozhodne o jejím meritu. Sedmičlenný Senát také rozhoduje o přijatelnosti a meritu mezistátních stížností. Pokud jde o mimořádně závažnou kauzu, může Senát postoupit věc Velkému senátu složenému ze sedmnácti soudců. Rozsudek Velkého senátu je konečný. Po vynesení rozsudku sedmičlenným Senátem mohou ve výjimečných případech sporné strany do tří měsíců ještě podat žádost o projednání před Velkým senátem.

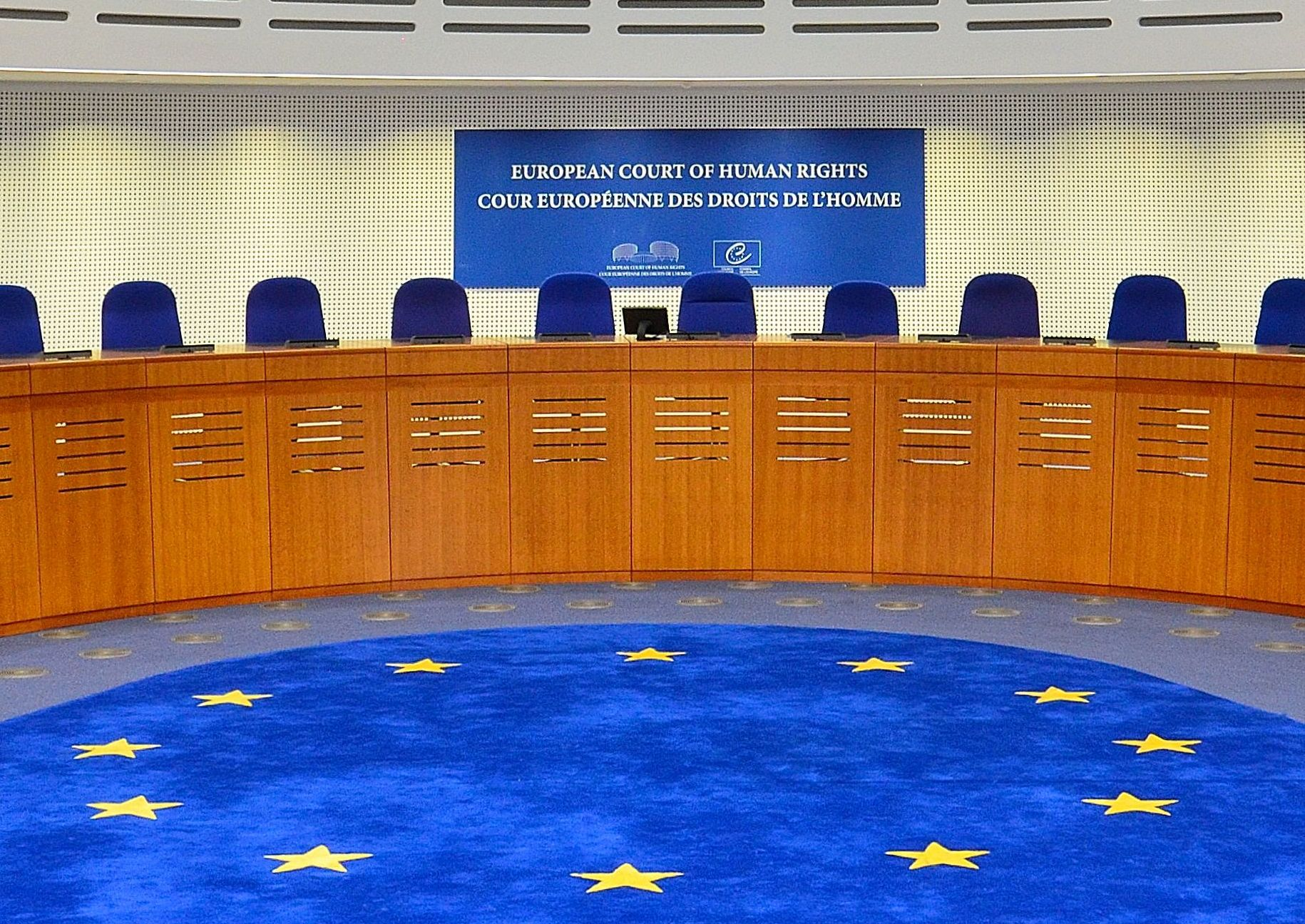
Soudní síň Evropského soudu pro lidská práva

Podmínky přijatelnosti individuální stížností:
- Musí být vyčerpány všechny vnitrostátní opravné prostředky. V České republice to znamená zamítnutí ústavní stížnosti Ústavním soudem.
- Stížnost musí být podána do čtyř měsíců od konečného vnitrostátního rozhodnutí.
- Nesmí jít o anonymní stížnost.
- Překážka rei iudicatae – musí jít o věc novou, která nebyla už Soudem projednána, nebo nebyla předložena k projednání jinému mezinárodnímu orgánu.
- Nepřípustné jsou stížnosti zjevně nepodložené, neslučitelné s ustanovením Úmluvy nebo případně i ty, které zneužívají práva na stížnost.

Kromě projednávání stížností podává Soud na základě žádosti Výboru ministrů také posudky týkající se výkladu Úmluvy.

## Interpretace Úmluvy soudem
Hlavní metodou soudního výkladu Úmluvy je doktrína živoucího nástroje (anglicky living instrument), což znamená, že text Úmluvy "musí být vykládán ve světle současných poměrů", a nikoli záměru jeho tvůrců. V případě Mamatkulov a Askarov proti Turecku soud zdůraznil, že "posláním [soudu] je skutečná ochrana individuálních lidských práv v praxi, nikoli ochrana na teoretické a iluzorní bázi". Další klíčovou součástí výkladu soudu je výklad prostřednictvím Vídeňské úmluvy o smluvním právu z roku 1969.
Jednou z oblastí, v níž doktrína živoucího nástroje postupem času judikaturu soudu proměnila, je rozdílné zacházení výhradně na základě etnického původu, pohlaví, náboženství nebo sexuální orientace, které soud - oproti dřívějšku - stále častěji označuje za neoprávněnou diskriminaci. Kromě toho soud s postupným rozšiřováním alternativních rodinných uspořádání (typicky žití v stejnopohlavním manželství či partnerství) soud v případu Oliari a další proti Itálii rozšířil svou definici rodiny podle článku 8 i na páry stejného pohlaví. Ačkoli obhájci tvrdí, že doktrína živoucího nástroje je nezbytná pro to, aby soud zůstal ve společnosti relevantní a jeho rozhodnutí se přizpůsobovala aktuálním podmínkám, kritici takové výklady označují za překračování pravomocí nebo soudní aktivismus.

### Prostor pro uvážení
Soud také používá doktrínu prostoru pro uvážení (anglicky margin of appreciation), která odkazuje na právo států stanovit některé morální normy odlišně od ostatních států ve vlastních mezích. Důvodem je absence univerzálního pojetí morálky v Evropě. Postupem času soud prostor pro uvážení zužuje, čímž je terčem kritiky těch, kteří se domnívají, že by soud měl spíše minimalizovat svou roli. Středobodem zužování je princip vznikajícího konsensu, který umožňuje soudu aplikovat morální pravidla i přes ne zcela zřejmý konsensus států. 
Zastánci silnější pozice doktríny prostoru pro uvážení se odvolávají na místní pojetí lidských práv, specifické pro kontext každé země a její kulturu, a na riziko vynášení rozsudků, které postrádají legitimitu a širší akceptaci ve společnosti. Zastánci dále tvrdí, že princip vznikajícího konsensu, na němž soud v současnosti funguje, je v zásadě chybný, protože takový konsensus se často opírá o trendy a historicky byl v mnoha případech společenský a politický konsensus zpětně překonán. Přístupu "vznikajícího konsensu" je rovněž vyčítáno, že a jeho použitím hrozí stigmatizace a nátlak na několik málo nesouhlasících zemí. Nadto dodávají, že soud v minulosti tvrdil, že takový konsenzus již existuje, i když objektivně neexistoval, a to kvůli soudnímu aktivismu jednotlivých soudců.
V současné době je palčivost principu "vznikajícího konsensu" v České republice patrná na pravidlu nutnosti sterilizace při změně pohlaví, kdy je Česká republika jedna z posledních zemí Rady Evropy, která toto pravidlo ve svém právním řádu ponechává.
Doktrína prostoru pro uvážení se však také stala terčem ostré kritiky i ze strany některých právníků a akademiků, kteří tvrdí, že podkopává univerzální povahu lidských práv.

## Rozsudky týkající se České republiky

### Kauza Makar
V červnu 2018 zamítl Evropský soud pro lidská práva stížnost na Velkou Británii, kterou k němu podala rodina Čecha Zdeňka Makara ubitého k smrti v roce 2016 v Londýně. Obviněný britský občan, který českého imigranta měl umlátit řetězem, byl britským soudem zproštěn obžaloby a nebyl uznán vinným ani z úmyslného zabití.

### Kauza Michaláková
V polovině roku 2017 podala Eva Michaláková podnět k Evropskému soudu pro lidská práva v případu odebrání jejich dětí. Soud podnět přijal k dalšímu projednání. 20. ledna 2022 rozhodl soud, že norský sociálněprávní úřad Barnevernet neporušil práva matky v kauze rodiny Michalákových 

### Vavřička proti České republice
Případ Vavřička v roce 2021 potvrdil možnost České republiky vymáhat povinné očkování na občanech prostřednictvím pokut.

### D.H. a ostatní proti České republice
Ve věci D.H. a další proti České republice soud shledal, že Česká republika porušila práva romských občanů tím, že systematicky umisťovala Romy do zvláštních škol.

### Tempel proti České republice
Odsouzený dvojnásobný vrah byl po rozsudku soudu propuštěn, neboť byly porušeny jeho práva na spravedlivý proces, resp. právo na přiměřenou délku soudního procesu. Jeho proces trval přes 10 let.

### Kummer proti České republice
Případ rozhodnutý soudem v roce 2013, který se týkal nedbalého šetření pochybení Policie České republiky Inspekcí policie vedlo až ke zřízení Generální inspekce bezpečnostních sborů. Zřízení inspekce bylo přímým následkem tohoto a několika obdobných rozsudků.